# 天八現津彦命
観松彦伊侶止命（みまつひこいろどのみこと）は、古代日本の人物。

## 概要
『古事記』、『日本書紀』にはその名が見えないが、『先代旧事本紀』「国造本紀」には観松彦伊呂止命の名で登場し、意岐国造、長国造の祖とある。

## 後裔氏族
- 長国造（阿波国南部） - 成務天皇朝に9世孫の韓背宿禰が国造となる。
- 億岐氏（隠岐島） - 応神天皇朝に5世孫の十挨彦命が国造となる。

## 考証
初代波多国造である天韓襲命（あめのからそのみこと）を事代主神の子（または孫）の観松彦色止命の9世孫で、長国造・都佐国造の祖である韓背足尼と同人とする説がある。

## 祀る神社
- 御間都比古神社（徳島県名東郡佐那河内村）